# Vakselj
Vakselj je priimek več znanih Slovencev:
- Andreja Vakselj, plesalka
- Anton Vakselj (1899—1987), matematik, univ. profesor
- Jerneja Vakselj, violinistka in zborovodkinja
- Lovro Vakselj, družboslovni informatik, umetnik
- Marko Vakselj (1932—2017), jedrski fizik
- Natalija Vakselj, zborovodkinja
- Nina Vakselj, plavalka
- Sabina Vakselj (s.), Uršulinka, katehistinja, zborovodkinja
- Serafin Vakselj (1903—1952), zdravnik rentgenolog
- Tim Vakselj, sindikalist